# Idrogenolisi
L'idrogenolisi è una reazione chimica in cui viene utilizzato come reagente l'idrogeno al fine di provocare la scissione (lisi) di un legame carbonio-carbonio o carbonio-eteroatomo. L'eteroatomo può variare, ma di solito si tratta di ossigeno, azoto o zolfo.

## La reazione
Nonostante l'idrogenolisi venga condotta in modo simile all'idrogenazione, si differenzia da quest'ultimo tipo di reazione che prevede la semplice addizione di idrogeno senza alcuna conseguente scissione di legami chimici. 
Ad esempio, l'idrogenazione dell'etene produce etano secondo la reazione
CH2=CH2 + H2 → CH3-CH3
mentre l'idrogenolisi della benzilammina porta alla scissione del legame carbonio-azoto producendo due differenti prodotti come mostra la reazione
C6H5CH2-NH2 + H2 → C6H5CH3 + NH3
In pratica, nella precedente reazione viene scisso il gruppo benzilico con formazione di toluene e di ammoniaca: questo genere di reattività trova utilizzo nella sintesi organica sfruttando i derivati benzilici come precursori di nuovi composti (come alcooli, ammine, etc.), ottenuti in modo agevole rimuovendo nello stadio finale proprio il gruppo benzilico tramite idrogenolisi. 

## Industria petrolchimica
Nella raffinazione del petrolio viene condotta l'idrogenolisi catalitica su vasta scala allo scopo di rimuovere lo zolfo sotto forma di solfuro d'idrogeno (H2S). Il solfuro d'idrogeno viene successivamente recuperato e convertito in zolfo elementare tramite il processo Claus. Questo processo industriale di rimozione dello zolfo viene chiamato idrodesolforazione.